# Marcos Ferrufino
Marcos Rodolfo Ferrufino Pérez (Oruro, 25 de abril de 1963 – Oruro, 25 de junho de 2021) foi um futebolista e treinador de futebol boliviano que atuava como zagueiro. Jogou duas edições da Copa América pela seleção nacional, em 1989 e 1991.

## Carreira
Após defender 31 de Octubre e Always Ready, Ferrufino destacou-se no Bolívar, onde disputou 252 partidas entre 1985 e 1994, com 11 gols marcados. Por La Academía, venceu 6 vezes o Campeonato Boliviano.
Jogou também por The Strongest (2 passagens), San José e Unión Central, último clube de sua carreira, encerrada em 1999.

## Seleção Boliviana
Pela Seleção Boliviana, integrou o elenco que disputou a Copa América de 1989, realizada no Brasil, mas não entrou em campo, ao contrário da edição seguinte, onde atuou nos 4 jogos de La Verde, que foi eliminada ainda na fase de grupos. Ferrufino disputou 9 jogos por seu país, não tendo feito nenhum gol.

## Carreira de treinador
Entre 2000 e 2007, foi auxiliar-técnico de Vladimir Soria no Bolívar e no San José, que também foi sua primeira equipe como técnico principal e onde venceu seu primeiro (e único) título na função. Em maio de 2008, deixou o clube e ficou o restante da temporada sem clube, voltando em 2009 para comandar o Real Mamoré, onde ficou pouco tempo antes de voltar ao San José em outubro.. Demitido de La V Azulada em novembro de 2010, assumiu o Real Potosí em fevereiro do ano seguinte. Foi desligado do clube em agosto e voltaria novamente a comandar o San José, onde permaneceria até 2013.
Treinou o Nacional de Potosí entre 2014 e 2015, regressando pela terceira vez ao comando do San José um ano depois. Ele ainda comandou Sport Boys Warnes  e Aurora, além de outras 2 rápidas passagens pelo Real Potosí em 2019 e 2020, voltando pela quinta e última vez a treinar o San José em abril de 2021, deixando a equipe de Oruro em maio.

## Vida pessoal e morte
2 meses após completar 58 anos, o ex-zagueiro faleceu vitimado pela COVID-19 após ficar 9 dias na unidade de terapia intensiva.
Era pai de Douglas Ferrufino, que segue também a carreira de futebolista profissional e também foi seu comandado em San José, Nacional, Real Potosí e Aurora.

## Títulos

### Como jogador
Bolívar
- Campeonato Boliviano: 1985, 1987, 1988, 1991, 1992, 1994

### Como treinador
San José
- Campeonato Boliviano: 2007 (Clausura)